# Mystical
Mystical è un album dei Tygers of Pan Tang, pubblicato nel 2001.

## Tracce
1. Detonator – 5:52
2. Firepower – 4:34
3. Keep The Rock Alive – 3:41
4. Secret – 3:45
5. Mystical – 4:50
6. Roar – 4:22
7. Street Fighter – 3:40
8. Jump In Your Shoes – 4:50
9. Ride 4 Free – 4:32
10. Greed – 4:36
11. Sun Lotion Suicide – 4:40

## Formazione
- Tony Liddell - voce
- Robb Weir - chitarra
- Dean Robertson - chitarra
- Brian West - basso
- Craig Ellis - batteria